# Pelarco
Pelarco es una comuna de la región del Maule, ubicada al norte de la provincia de Talca, en la zona central de Chile. Integra junto con las comunas de Constitución, Curicó, Curepto, Empedrado, Hualañé, Licantén, Maule, Molina, Pencahue, Rauco, Río Claro, Romeral, Sagrada Familia, San Clemente, San Rafael, Talca, Teno y Vichuquén el Distrito Electoral N.° 17 (diputados), y pertenece a la 9.ª Circunscripción Senatorial de la Región del Maule.

## Etimología
Tal vez, el término Pelarco proviene de  ''agua de escarcha'' en mapudungún, en la que piliñ significa ''escarcha'' y co significa ''agua'', de modo que al combinarse y españolizarse, daría como resultado la palabra Pelarco.

## Historia
Pelarco nació como un parador en el camino que une las ciudades de Curicó y Talca, en los terrenos de la Hacienda "Quesería". En 1786 se levantó la primera parroquia local, la cual ejercía jurisdicción entre los ríos Lircay y Claro. En 1810 fue incluida como subdelegación del partido de Talca, situación en la cual se mantuvo hasta 1891, cuando es erigida como comuna. En 1996 fue separado el sector de San Rafael, que pasó a ser comuna.
Fue muy afectada por el terremoto del 27 de febrero de 2010, en la que uno de sus edificios más afectados, fue el Templo Parroquial San José de Pelarco. Su construcción comenzó en 1787 y finalizó en 1794, convirtiéndola en una de las iglesias más antiguas de la región, motivo por el que fue declarada monumento nacional en marzo de 2002. Desde el terremoto hasta la fecha, el edificio permanece restringido para el uso público, pero desde 2011 está disponible una capilla adjunta, en donde se realiza la Santa misa y se imparten los sacramentos.

## Medio ambiente

### Geomorfología y componentes abióticos

Trazado simplificado de los ecosistemas y cuerpos de agua presentes en la comuna de Pelarco.

La comuna de Pelarco se encuentra emplazada en las unidades geomorfológicas de Llano central fluvio-glacio-volcanico y Precordillera; y presenta según la clasificación climática de Köppen clima mediterráneo de lluvia invernal (Csb), en la que en gran parte del año posee una estación seca calurosa, mientras que en el invierno, se conforma especialmente de precipitaciones en forma de lluvias. Debido a que el clima templado mediterráneo cálido se presenta en el norte de la comuna, y yendo hacia el clima del sur, que es húmeda y lluviosa, esta se transforma y da paso a un clima mediterráneo subhúmedo.
Esta además se halla en la cuenca hidrográfica de río Maule. Además, la comuna posee diversos cuerpos de agua, entre los que se destacan el río Lircay.

### Componentes bióticos
Dentro del territorio de la comuna se pueden hallar los siguientes ecosistemas:
- Bosque caducifolio mediterráneo andino donde predominan Nothofagus glauca y Nothofagus obliqua (Vulnerable)
- Bosque esclerófilo mediterráneo andino donde predominan Lithrea caustica y Lomatia hirsuta (Vulnerable)
- Bosque esclerófilo mediterráneo interior donde predominan Lithrea caustica y Peumus boldus (En peligro)
- Bosque espinoso mediterráneo interior donde predominan Acacia caven y Lithrea caustica (En peligro)

### Medidas de protección ambiental y conflictos socioambientales
Hasta 2022, la comuna de Pelarco no cuenta con áreas territoriales destinadas a la protección ambiental.

## Demografía
La comuna de Pelarco abarca una superficie de 331,5 km² y una población de 7 266 habitantes (según Censo INE Año 2002), correspondientes a un 0,73 % de la población total de la región y una densidad de 21,92 hab/km². Del total de la población, 3 552 son mujeres (7,08 %) y 3 714 son hombres (7,40 %). Un 2,52 % (5 444 hab.) corresponde a población rural, y un 0,84 % (1 822 hab.) corresponde a población urbana.

## Administración

### Municipalidad
La Municipalidad de Pelarco para el periodo 2021-2024 es dirigida por el alcalde Luis Bernardo Vásquez (UDI-Chile Vamos) y el concejo municipal conformado por los concejales:
- Víctor Arce Alfaro (RN)
- Camila Alejandra Díaz Ríos (UDI)
- Ricardo Patricio Gómez Casanova (UDI)
- Verónica Rojas Fonseca (IND - Unidad Por el Apruebo)
- Marcela Margarita Gutiérrez González (IND - Unidos Por la Dignidad)
- Romualdo Eusebio Aburto Loyola (DC)

### Representación parlamentaria
Pelarco forma parte de la Circunscripción Senatorial IX y del Distrito Electoral 17. Es representada en la Cámara de Diputados del Congreso Nacional por los siguientes diputados:
- Jorge Guzmán Zepeda (Evolución Política)
- Felipe Donoso Castro (UDI)
- Hugo Rey Martínez (RN)
- Alexis Sepúlveda Soto (Partido Radical)
- Benjamín Moreno Bascur (Partido Republicano de Chile)
- Mercedes Bulnes Núñez (IND - RD)
- Francisco Pulgar Castillo (IND - Centro Unido)

En el Senado, la representan:
- Paulina Vodanovic Rojas (PS)
- Juan Antonio Coloma Correa (UDI)
- Juan Castro Prieto (IND - RN)
- Ximena Rincón González (PDC)
- Rodrigo Galilea Vial (RN)

## Economía
En 2018, la cantidad de empresas registradas en Pelarco fue de 145. El Índice de Complejidad Económica (ECI) en el mismo año fue de -0,69, mientras que las actividades económicas con mayor índice de Ventaja Comparativa Revelada (RCA) fueron Servicio de Roturación de Siembra y Similares (73,52), Servicios de Transporte Escolar (69,94) y Aserrado y Acepilladura de Maderas (61,79).

### Agricultura
La principal fuente económica de Pelarco depende de la agricultura, la que anualmente se cultivan hortalizas, cereales, tomates, zapallos, trigo, papas y sandías. Además también se presencia la existencia de numerosos frutales en las zonas aledañas de la comuna, en la que en determinadas temporadas se recolectan uvas, manzanas, peras y kiwis.
Además de la agricultura, Pelarco posee una notable ganadería bovina, de la que destaca en la crianza de vacas.

## Cultura
En Pelarco la Corporación Cultural y de Turismo, se encarga de potenciar y desarrollar actividades culturales, que permitan a la comunidad y los turistas disfrutar de música, teatro al aire libre, ferias costumbristas, semana de la Chilena y otras actividades propias de la cultura tradicional. 
También se debe destacar que Pelarco mantiene una tradición conservadora en sus actividades, como es el caso del rodeo, cuyos 400 años de tradición están marcadas en la construcción de medialunas y clubes de huasos alrededor de la comuna, y cuya práctica se realiza incluso en algunas escuelas de la comuna. Además del rodeo, también es común las carreras de galgos, carreras de caballos, y peñas folclóricas, en la que estas últimas son celebradas con bailes, comida tradicional chilena que incluye pastel de choclo, empanadas, vino, chancho en piedra, carne de vacuno, y muchos otros alimentos propios de la gastronomía chilena.

## Deportes

### Fútbol
La comuna cuenta con una asociación de fútbol (Asociación de Fútbol de Pelarco) conformada por cuatro clubes (Pelarco, San Francisco, San Guillermo y Santa Margarita).

### Rodeo
La comuna cuenta con una tradición arraigada fuertemente por el rodeo chileno, el amor por los caballos crea un panorama de fin de semana, en donde se olvida el trabajo y las obligaciones y se disfruta de esta hermosa tradición chilena es así que los diversos clubes de huasos de la comuna compiten y  participan durante el año en rodeos que se llevan a cabo en la  remodelada  medialuna Bonifacio Correa Echeñique de Pelarco, que lleva el nombre de un exalcalde, la cual fue inaugurada en noviembre de 2018, con una hermosa presentación de la Escuadra Ecuestre Palmas de Peñaflor.
Baloncesto
La comuna cuenta con el Club Deportivo Gladiadores de Pelarco.Una destacada institución deportiva que, desde el año 2023, representa a la comunidad en torneos regionales. El club se ha convertido en un símbolo de esfuerzo y dedicación, llevando el nombre de la comuna a diferentes competiciones a lo largo de la región. El desempeño del equipo en estos torneos es el resultado del arduo trabajo de sus jugadores y entrenadores, así como del apoyo constante de la comunidad, que continúa impulsando el desarrollo deportivo en la región.